# Johann Anton Schmidt
Johann Anton Schmidt (1823 - 1905) was een Duits botanicus, ontdekkingsreiziger en leraar.
In 1851 ging hij met een expeditie mee om op zoek te gaan naar exemplaren van de flora van het eiland van Kaapverdië.
- Bibliothèque nationale de France: cb13481127g (data)
- Author citation (botany): J.A.Schmidt
- Gemeinsame Normdatei: 117507083
- International Standard Name Identifier: 0000 0000 1058 3255
- Library of Congress Control Number: no2023023529
- Nederlandse Thesaurus van Auteursnamen: 224276638
- Système universitaire de documentation: 167783041
- Virtual International Authority File: 72173212
- WorldCat: E39PBJxcWqPhYHvxXbCkPfckjC